# Aris FC w europejskich pucharach
Występy w europejskich pucharach greckiego klubu piłkarskiego Aris FC.
Legenda do wszystkich tabel:
- Q – runda eliminacyjna, 1/16, 1/8, 1/4, 1/2 – odpowiednia faza rozgrywek, Grupa – runda grupowa, 1r gr – pierwsza runda grupowa, 2r gr – druga runda grupowa, F – finał, R – runda, PO – play-off
- k. – rzuty karne, los. – losowanie, Dogr. – dogrywka, w. – zasada bramek strzelonych na wyjeździe

## Wykaz spotkań pucharowych

### 1964–2000
| Sezon     | Rozgrywki                 | Runda | Klub              | Dom | Wyjazd | Ogólnie     |
| --------- | ------------------------- | ----- | ----------------- | --- | ------ | ----------- |
| 1964/65   | Puchar Miast Targowych    | 1R    | AS Roma           | 0–0 | 0–3    | 0–3         |
| 1965/66   | Puchar Miast Targowych    | 2R    | 1. FC Köln        | 2–1 | 0–2    | 2–3         |
| 1966/67   | Puchar Miast Targowych    | 1R    | Juventus F.C.     | 0–2 | 0–5    | 0–7         |
| 1968/69   | Puchar Miast Targowych    | 1R    | Hibernians FC     | 1–0 | 6–0    | 7–0         |
| 1968/69   | Puchar Miast Targowych    | 2R    | Újpest FC         | 1–2 | 1–9    | 2–11        |
| 1969/70   | Puchar Miast Targowych    | 1R    | Cagliari Calcio   | 1–1 | 0–3    | 1–4         |
| 1970/71   | Puchar Zdobywców Pucharów | 1R    | Chelsea           | 1–1 | 1–5    | 2–6         |
| 1974/75   | Puchar UEFA               | 1R    | Rapid Wiedeń      | 1–0 | 1–3    | 2–3         |
| 1979/80   | Puchar UEFA               | 1R    | SL Benfica        | 3–1 | 1–2    | 4–3         |
| 1979/80   | Puchar UEFA               | 2R    | Perugia Calcio    | 1–1 | 3–0    | 4–1         |
| 1979/80   | Puchar UEFA               | 1/8   | AS Saint-Étienne  | 3–3 | 1–4    | 4–7         |
| 1980/81   | Puchar UEFA               | 1R    | Ipswich Town      | 3–1 | 1–5    | 4–6         |
| 1981/82   | Puchar UEFA               | 1R    | Sliema Wanderers  | 4–0 | 4–2    | 8–2         |
| 1981/82   | Puchar UEFA               | 2R    | KSC Lokeren       | 1–1 | 0–4    | 1–5         |
| 1994/95   | Puchar UEFA               | Q     | Hapoel Beer Szewa | 3–1 | 2–1    | 5–2         |
| 1994/95   | Puchar UEFA               | 1R    | GKS Katowice      | 1–0 | 0–1    | 1–1, k: 3–4 |
| 1999/2000 | Puchar UEFA               | 1R    | Servette FC       | 1–1 | 2–1    | 3–2, Dogr.  |
| 1999/2000 | Puchar UEFA               | 2R    | Celta Vigo        | 2–2 | 0–2    | 2–4         |

### 2001–2020
| Sezon   | Rozgrywki   | Runda   | Klub                  | Dom | Wyjazd | Ogólnie    |
| ------- | ----------- | ------- | --------------------- | --- | ------ | ---------- |
| 2003/04 | Puchar UEFA | 1R      | Zimbru Kiszyniów      | 2–1 | 1–1    | 3–2        |
| 2003/04 | Puchar UEFA | 2R      | Perugia Calcio        | 1–1 | 0–2    | 1–3        |
| 2005/06 | Puchar UEFA | 1R      | AS Roma               | 0–0 | 1–5    | 1–5        |
| 2007/08 | Puchar UEFA | 1R      | Real Saragossa        | 1–0 | 1–2    | 2–2, w.    |
| 2007/08 | Puchar UEFA | Grupa F | FK Crvena zvezda      | 3–0 |        | 4. miejsce |
| 2007/08 | Puchar UEFA | Grupa F | Bolton Wanderers      |     | 1–1    | 4. miejsce |
| 2007/08 | Puchar UEFA | Grupa F | SC Braga              | 1–1 |        | 4. miejsce |
| 2007/08 | Puchar UEFA | Grupa F | Bayern Monachium      |     | 0–6    | 4. miejsce |
| 2008/09 | Puchar UEFA | 2Q      | NK Slaven Belupo      | 1–0 | 0–2    | 1–2        |
| 2010/11 | Liga Europy | 3Q      | Jagiellonia Białystok | 2–2 | 2–1    | 4–3        |
| 2010/11 | Liga Europy | PO      | Austria Wiedeń        | 1–0 | 1–1    | 2–1        |
| 2010/11 | Liga Europy | Grupa B | Atlético Madryt       | 1–0 | 3–2    | 2. miejsce |
| 2010/11 | Liga Europy | Grupa B | Bayer 04 Leverkusen   | 0–0 | 0–1    | 2. miejsce |
| 2010/11 | Liga Europy | Grupa B | Rosenborg BK          | 2–0 | 1–2    | 2. miejsce |
| 2010/11 | Liga Europy | 1/16    | Manchester City       | 0–0 | 0–3    | 0–3        |
| 2019/20 | Liga Europy | 2Q      | AEL Limassol          | 0–0 | 1–0    | 1–0        |
| 2019/20 | Liga Europy | 3Q      | Molde                 | 3–1 | 0–3    | 3–4, Dogr. |

### 2021–
| Sezon   | Rozgrywki               | Runda | Klub             | Dom     | Wyjazd  | Ogólnie     |
| ------- | ----------------------- | ----- | ---------------- | ------- | ------- | ----------- |
| 2020/21 | Liga Europy             | 2Q    | Kołos Kowaliwka  | 1–2 (D) | 1–2 (D) | 1–2 (D)     |
| 2021/22 | Liga Konferencji Europy | 2Q    | FK Astana        | 2–1     | 0–2     | 2–3, Dogr.  |
| 2022/23 | Liga Konferencji Europy | 2Q    | FK Homel         | 5–1     | 2–1     | 7–2         |
| 2022/23 | Liga Konferencji Europy | 3Q    | Maccabi Tel Awiw | 2–1     | 0–2     | 2–3         |
| 2023/24 | Liga Konferencji Europy | 2Q    | Ararat-Armenia   | 1–0     | 1–1     | 2–1         |
| 2023/24 | Liga Konferencji Europy | 3Q    | Dynamo Kijów     | 1–0     | 1–2     | 2–2, k: 5–6 |
| 2025/26 | Liga Konferencji        | 2Q    | Araz Nachiczewan | 2–2     | 1–2     | 3–4         |